# Vicente Saldivar
Vicente Saldivar est un boxeur mexicain né le 5 mars 1943 à Mexico et mort le 18 juillet 1985.

## Carrière
Il devient champion du monde des poids plumes WBA et WBC le 26 septembre 1964 en battant Sugar Ramos par arrêt de l'arbitre à la 12e reprise.
Saldivar conserve ses ceintures 7 fois puis les laisse vacantes en 1967. Il revient à la compétition peu de temps après et redevient champion du monde WBC le 9 mai 1970 en détrônant Johnny Famechon. Le japonais Kuniaki Shibata le battra à son tour le 11 décembre 1970 (défaite par arrêt de l'arbitre au 12e round).

## Distinction
- Vicente Saldivar est membre de l'International Boxing Hall of Fame depuis 1999[1].